# یوناس اوملین
یوناس اوملین (انگلیسی: Jonas Omlin؛ زادهٔ ۱۰ ژانویهٔ ۱۹۹۴) بازیکن فوتبال اهل سوئیس است که برای باشگاه مونشن‌گلادباخ بازی می‌کند.